# Памятник Маяковскому (Новокузнецк)
Па́мятник В. В. Маяко́вскому был открыт 1 ноября 1967 года в Новокузнецке на площади Маяковского. Является памятником монументального искусства регионального значения.

## История
В 1955 году в Новокузнецке на пересечении улицы Орджоникидзе и проспекта Молотова была заложена Предмостная площадь, 19 февраля 1957 года решением городского совета переименованная в площадь Маяковского. Поэт, никогда не бывавший в Новокузнецке, посвятил ему знаменитое стихотворение «Рассказ Хренова о Кузнецкстрое и о людях Кузнецка», отмечая заслуги строителей и металлургов Новокузнецкого комбината.
1 ноября 1967 года на площади был установлен памятник В. В. Маяковскому работы скульптора Б. А. Пленкина и архитекторов В. П. Литвякова и Л. Л. Ухоботова. Фигура поэта была отлита в Ленинграде на заводе «Монумент» по модели Б. А. Пленкина.
В 1978 году памятник на несколько метров сместили от центра площади в сторону улицы Орджоникидзе и установили подиум, увеличивший общую высоту монумента.
В 2017 году памятник был отреставрирован с заменой облицовки. Гранит, наиболее схожий с первоначальным, поставлялся с Капустинского месторождения в Кировоградской области. Клумба, окружавшая монумент с момента установки и способствовавшая скоплению дождевой воды, была заменена стилобатом.

## Описание
Полноростовой памятник высотой 5 метров отлит из чугуна и установлен на четырёхгранном постаменте также 5-метровой высоты, выполненного из железобетона с облицовкой из красного гранита. Маяковский изображён мужественно шагающим вперёд, декламируя стихи и отводя левую руку в сторону. Полы расстёгнутого пиджака развеваются в такт движению.
Памятник является важной составляющей планировочной структуры центральной части Новокузнецка и пространственной организации одноимённой площади.